# Bad Beat Boys
Bad Beat Boys er en kortfilm instrueret af Eugen Gritschneder efter manuskript af Eugen Gritschneder og Adam Voigt.